# Sleep Theory
Sleep Theory ist eine US-amerikanische Nu-Metal-/Metalcore-Band aus Memphis, Tennessee.

## Geschichte
Die Band startete im Jahre 2019 als Soloprojekt des ehemaligen Soldaten Cullen Moore. Kurze Zeit später lernte er den gerade von den Philippinen hergezogenen Bassisten Paolo Vergara kennen. Laut Cullen Moore suchten die beiden Musiker nach einem „wissenschaftlichen“ Namen und googleten nach wissenschaftlichen Begriffen. Dabei stießen sie auf „REM Sleep“ und „Theory“. Im Januar 2023 veröffentlichten Sleep Theory ihre Debütsingle Another Way, die innerhalb von 36 Stunden über 500.000 Mal auf TikTok aufgerufen wurde. Die Band wurde durch die Brüder Daniel (Gitarre) und Ben Pruitt (Schlagzeug) vervollständigt und im Juli 2023 von Epitaph Records unter Vertrag genommen. Sleep Theory spielten ihr erstes Konzert auf dem Beale Street Music Festival in Memphis und gingen daraufhin als Vorgruppe von Shinedown, Set It Off auf Tournee. Darüber hinaus spielte die Band auf dem Festival Louder Than Life. 
Am 29. September 2023 veröffentlichten Sleep Theory ihre Debüt-EP Paper Hearts, die von David Cowell produziert wurde. Anfang 2024 tourten Sleep Theory zunächst zusammen mit The Plot in You und Invent Animate im Vorprogramm von Beartooth durch Nordamerika. Es folgte eine weitere Tour zusammen mit Veil of Maya als Vorgruppen der Co-Headlinertournee von Wage War und Nothing More. und ein Auftritt beim Festival Welcome to Rockville. Im November 2024 spielten Sleep Theory zusammen mit Hollywood Undead im Vorprogramm von Falling in Reverse in Europa. Am 16. Mai 2025 veröffentlichte die Band ihr von Dave und David Cowell produziertes Debütalbum Afterglow. Bei den Heavy Music Awards 2025 wurden Sleep Theory in der Kategorie Best International Breakthrough Artist nominiert.

## Stil
Sänger Cullen Moore wollte mit der Band seine Liebe zu Hard Rock, Funk und Rhythm and Blues miteinander verbinden. Darüber hinaus beziehen Sleep Theory Einflüsse aus den Stilen Popmusik und Hip-Hop sowie von Bands und Künstlern wie Bad Omens, I Prevail, Linkin Park, Bring Me the Horizon, Paramore, Ariana Grande und Drake. Sam Law vom britischen Magazin Kerrang empfahl die Band für Fans von Bring Me the Horizon, Beartooth und Sleep Token.

## Diskografie
Album
- 2025: Afterglow

EPs
- 2023: Paper Hearts

Musikvideos
- 2023: Numb
- 2023: Fallout
- 2024: Gone or Staying
- 2024: Stuck in My Head
- 2024: Paralyzed
- 2025: Static
- 2025: III
- 2025: Gravity

## Musikpreise
| Jahr | Kategorie                              | für          | Resultat   |
| ---- | -------------------------------------- | ------------ | ---------- |
| 2025 | Best International Breakthrough Artist | Sleep Theory | Ausstehend |